# Acmaeodera mixta
Acmaeodera mixta es una especie de escarabajo del género Acmaeodera, familia Buprestidae. Fue descrita científicamente por LeConte en 1860.
Esta especie se encuentra en América Central y del Norte.